# Ilyushin Il-112
L'Ilyushin Il-112 (in cirillico: Ильюшин Ил-112) è un aereo da trasporto tattico bimotore, monoplano ad ala alta di fabbricazione russa, il primo ad essere progettato e costruito dai tempi dell'URSS, sviluppato dalla Ilyushin negli anni 2010.
Il velivolo ha compiuto il suo primo volo nel marzo 2019 e da allora è impegnato in una complessa operazione di riduzione dei pesi, al fine di migliorarne prestazioni e raggio d'azione. 
Derivato dall'Il-114, l'Il-112V è chiamato a sostituire tra le file delle Forze aerospaziali russe, gli Antonov An-26 e An-12. Il velivolo ha effettuato un secondo volo il 30 marzo 2021 a due anni esatti dal primo.
A seguito di un grave incidente avvenuto nell'agosto 2021, lo sviluppo del velivolo è stato sospeso a tempo indeterminato.

## Storia
Il primo prototipo del nuovo trasporto militare russo Il-112V è stato portato in volo dall'impianto di produzione Ilyushin Voronezh VASO il 27 novembre 2018.
Il primo prototipo è destinato alle prove di performance e di volo. La seconda cellula, curiosamente già nei colori della VKS russa prima del debutto in volo, ha effettuato il roll-out dall'impianto della VASO di Voronezh il 31 luglio 2020 con marche "01-giallo". Secondo le dichiarazioni rilasciate dal vicedirettore tecnico della VASO, Viktor Solovyov, a differenza del primo prototipo, il secondo esemplare fa largo uso di materiali compositi con l'obiettivo di ridurne il peso di circa il 20-25%.
Il 17 agosto 2021, il secondo esemplare di test si è schiantato al suolo nei pressi del campo d'aviazione di Kubinka a seguito di un'avaria al motore che ne ha comportato l'esplosione e l'improvvisa perdita di quota del velivolo. Nell'incidente sono periti i tre membri dell'equipaggio.

## Varianti
Il-112V
Modello standard.
Il-112VT
Aereo da trasporto leggero.

### Velivoli comparabili
- Antonov An-140
- ATR 42
- British Aerospace ATP
- de Havilland Canada Dash 8
- Dornier Do 328
- Embraer EMB 120 Brasilia
- Fokker F27
- Fokker F50
- Saab 2000
- Saab 340